# Tecoytac
Tecoytac är en ort i Mexiko.   Den ligger i kommunen Cacahoatán och delstaten Chiapas, i den sydöstra delen av landet, 900 km sydost om huvudstaden Mexico City. Tecoytac ligger 1 635 meter över havet och antalet invånare är 213.
Terrängen runt Tecoytac är huvudsakligen bergig, men den allra närmaste omgivningen är kuperad. Runt Tecoytac är det ganska tätbefolkat, med 172 invånare per kvadratkilometer. Närmaste större samhälle är Santo Domíngo, 17,5 km söder om Tecoytac. I omgivningarna runt Tecoytac växer i huvudsak städsegrön lövskog.